# Zeche Heimannsfeld
Die Zeche Heimannsfeld ist ein ehemaliges Steinkohlenbergwerk in Essen-Byfang. Die Zeche ist auch unter den Namen Zeche Heidmannsfeld oder Zeche Heimannsfeld Nr. 1 bekannt.

## Bergwerksgeschichte
Im Jahr 1804 wurde zunächst ein Stollen vorgetrieben, ab April desselben Jahres wurde die Zeche wieder stillgelegt. Am 5. Oktober des Jahres 1835 wurde das Längenfeld Heimannsfeld Nr. 1 verliehen. Im Jahr 1837 wurde das Feld Heimannsfeld Nr. 2 verliehen. Am 9. September des Jahres 1838 wurde die Zeche wieder in Betrieb genommen, es wurde ein Tagetrieb aufgefahren. Um den Tagetrieb aufzufahren, musste teilweise ein alter Grubenbau durchörtert werden. In diesem Jahr wurden 104½ preußische Tonnen Steinkohle gefördert. Ab dem zweiten Quartal des Jahres 1840 wurde die Zeche Heimannsfeld in Fristen gesetzt. Am 17. Mai des darauffolgenden Jahres wurde das Bergwerk wieder in Betrieb genommen.
Im Jahr 1842 wurden 10.078 preußische Tonnen Steinkohle gefördert. Für das Jahr 1845 wurden, obwohl in diesem Jahr Abbau betrieben wurde, keine Förderzahlen genannt. Im Jahr 1847 wurden 5644 Tonnen Steinkohle gefördert, dies sind auch die letzten bekannten Förderzahlen des Bergwerks. Im Jahr 1853 wurde das Bergwerk zwar noch in den Akten des Bergamts genannt, jedoch fand in diesem Jahr keine Förderung mehr statt. Im Jahr 1857 wurde in dem Feld Neu-Essen V Kohleneisenstein gefunden, es fand jedoch kein Erzabbau statt. Am 8. Juli des Jahres 1863 wurde die Zeche Heimannsfeld von der Zeche Steingatt erworben.